# Старі Селищі
Старі Се́лищі (рос. Старые Селищи, ерз. Ташто Селища) — село у складі Великоігнатовського району Мордовії, Росія. Входить до складу Чукальського сільського поселення.

## Населення
Населення — 240 осіб (2010; 297 у 2002).
Національний склад (станом на 2002 рік):
- ерзя — 54 %
- ерзяни — 37 %